# Caffè Florian
Caffè Florian je kavana u Novim Prokurativama na Trgu svetog Marka u Veneciji. Caffè Florian je osnovan 1720., po tom kriteriju je najstarija kavana koja kontinuirano radi do danas  (rimska kavana Antico Caffè Greco osnovana je kasnije 1760.).

## Povijest
S kavom su se venecijanci prvi put sreli u Carigradu 1585., a 1638. počeli su je uvoziti i prodavati po Veneciji, tako da su uskoro nikle brojne kavane po gradu.
Florian počeo je s radom 29. prosinca 1720. u dvije prostorije, kao Caffè alla Venezia trionfante (Kavana trijumfalne Venecije), ali je ubrzo postao poznatiji kao Caffè Florian, po svom vlasniku i osnivaču Florianu Francesconiju.Njegova lokacija u samom srcu Venecije, uskoro je napravila od njega mjesto gdje su dolazili tada slavni posjetitelji Carlo Goldoni, Goethe i sam Casanova, koga je besumnje privlačila i činjenica da je Caffè Florian bila jedina venecijanska kavana onoga vremena u kojoj je ulaz bio dozvoljen ženama. Florian je zadržao svoju atraktivnost i u kasnijim vjekovima pa je u njega zalazio i Lord Byron, Marcel Proust kao i Charles Dickens. Tijekom 18. stoljeća Caffè Florian proširio se na četiri prostorije. 
Od 1858. Caffè Florian nije više vlasništvo porodice Florian već troje novih vlasnika; Porta, Pardelli i Baccanello, koji su preuredili kavanu, od tad izgled nije mijenjan. Današnji Florian ima 6 salona; Sala degli Uomini Illustri (Salon slavnih), Sala del Senato (Salon senata), Sala Cinese (Kineski salon), Sala Orientale (Orijentalni salon), Sala delle Stagioni (Salon godišnjih doba) ili Sale degli Specchi (Salon ogledala) i Salon Liberty, koji je dodat na
početku 20. stoljeća. Od aprila do listopada Florian ima i terasu na kojoj svira manji orkestar.

## Širenje Floriana po svijetu
Od kraja 20. stoljeća Caffè Florian je otvorio svoju podružnicu u centru Firence (Via del Parione), te jedan kafe u Abu Dabiju (Marina Mall), jedan u londonskoj robnoj kući Harrods i jedan u Dubaju (Gate Village, Dubai International Financial Centre).

## Vanjske poveznice
- Službene stranice Caffè Floriana (engl.)